# Фишли и Вайс
Фишли и Вайс (Fischli & Weiss) — дуэт швейцарских художников Петера Фишли (Peter Fischli; 8 июня 1952) и Давида Вайса (David Weiss; 21 июня 1946 — 27 апреля 2012).

## Образование
Фишли:
- Academia di Belle Arti, Urbino, 1975-76
- Academia di Belle Arti, Bologna, 1976-77

Вайс:
- Vorkurs, Kunstgewerbeschule, Zürich, 1963-64
- Kunstgewerbeschule, Basel, sculpture class, 1964-65

## Творчество
- Швейцарские художники Фишли и Вайс начали сотрудничать в 1979 году.
- Их фотографии, скульптуры, инсталляции и фильмы изучают необычные трансформации обычных предметов и ситуаций посредством комичной радикальности и любви к игре. В основе всех их работ лежит детский дух открытия, который предлагает зрителю по-новому взглянуть на своё окружение. В мире Фишли и Вайса повседневные предметы приобретают неожиданные свойства — они балансируют друг на друге, играют и сталкиваются друг с другом.
- Первым совместным проектом Фишли и Вайса стала серия «The Sausage Photographs» (1979), в которой художники с юмором использовали повседневные материалы для создания искусственного мира. Каждая фотография документирует драматическую сцену, созданную с использованием сосисок, различных холодных закусок и бытовых предметов.
- В период с 1984 по 1987 художники создали порядка 80 цветных и черно-белых фотографий ассамбляжей из балансирующих предметов. Композиции не просто выглядят временными, сфотографированные, они были разобраны и сегодня фотографии — единственное подтверждение их существования. В дополнение к этому, Фишли и Вайс дали каждой работе поэтичное, часто ироничное название, связанное с внешним видом ассамбляжа.
- Наиболее известной работой дуэта является фильм «The Way Things Go» (1987). Фильм документирует эпическую цепную реакцию серии повседневных объектов, таких как мыло, мешки для мусора, пластиковые ведра, шары и матрасы. В течение тридцати минут фильма зритель наблюдает гипнотическую цепочку кинетической энергии, переходящей от одного объекта к другому.
- Фишли и Вайс представляли Швейцарию на Венецианской биеннале в 1995. В 1996, ретроспектива их работ, организованная Walker Art Center была показана в Сан-Франциско, Бостоне и Филадельфии.
- В 2003 Фишли и Вайс получили Золотого льва 50-й Венецианской биеннале за инсталляцию «Delays and Revolutions», выставленную в интернациональной экспозиции.
- В 2006 в Лондоне прошла большая ретроспективная выставка художников Fischli & Weiss: Flowers & Questions в Tate Modern.
- Дэвид Вайс скончался 27 апреля 2012 года, Фишли проживает в Цюрихе.

## Персональные выставки
| - 2009 Parts of a Film with a Rat and a Bear, Fondazione Nicola Trussardi at Teatro Arsenale, Милан - 2009 Fotografias, The Douglas Hyde Gallery, Trinity College, Дублин - 2008 Peter Fischli and David Weiss: Questions & Flowers a Retrospective, Deichtorhallen Hamburg, Гамбург - 2008 Peter Fischli and David Weiss: Altri Fiori e Altre Domande, Fondazione Nicola Trussardi, Милан - 2008 Peter Fischli and David Weiss, Sprueth Magers, Берлин - 2007 Fischli and Weiss: Making Things Go, 1984—2006, Wexner Center for the Arts, The Ohio State University, Ohio - 2007 Peter Fischli David Weiss, Kunsthaus, Цюрих - 2007 Peter Fischli and David Weiss, Swiss Institute, Нью-Йорк - 2007 Equilibres, Matthew Marks Gallery, Нью-Йорк - 2007 Equilibres, Gallerie Eva Presenhuber, Цюрих - 2006 Fischli & Weiss: Flowers & Questions (ретроспектива), Tate Modern, Лондон; Musee de l’art Moderne de la Ville de Paris; Kunsthaus Цюрих; Deichtorhallen Гамбург. - 2005 Peter Fischli David Weiss, Museo Tamayo Arte Contemporáneo, Мехико - 2005 Peter Fischli David Weiss, Galerie Eva Presenhuber, Цюрих - 2004 Fischli/Weiss: Unsettled Work, Kestnergesellschaft, Ганновер - 2003 Hunde (Dogs), Matthew Marks Gallery, Нью-Йорк - 2003 Delays and Revolutions, 50-я Венецианская биеннале - 2003 Spruth, Magers & Lee, Лондон - 2003 Museum Boijmans Van Beuningen Rotterdam, The Netherlands - 2002 Matthew Marks Gallery, New York - 2002 Fragen Projektion, Museum Ludwig, Cologne (catalogue) - 2001 Fischli & Weiss. Mundo visivel, Museu de Arte Contemporânea de Serralves, Porto, Portugal - 2001 Peter Fischli David Weiss: Airports, Monika Sprüth/Philomene Magers, Munich - 2001 Büsi (Kitty), Matthew Marks Gallery, New York - 2001 The 59th Minute: Video Art on the Times Square Astrovision, (organized by Creative Time), Times Square, New York - 2000 Sichtbare Welt, Plötzlich diese Übersicht, Grosse Fragen-Kleine Fragen, Museum für Gegenwartskunst, Basel (catalogue) - 2000 El mon visible, Museu d’Art Contemporani de Barcelona - 2000 Musée d’Art Moderne de la Ville de Paris - 1999 Matthew Marks Gallery, New York (catalogue) - 1999 Musée d’Art Moderne de la Ville de Paris (catalogue) - 1998 Galerie Monika Sprüth, Cologne - 1998 White Cube, London - 1998 Galerie Hauser & Wirth & Presenhuber, Zürich - 1998 Institute of Contemporary Art, Boston - 1997 Center for Contemporary Images, Saint-Gervais, Geneva - 1996 In a Restless World, Walker Art Center, Minneapolis; Traveled to Wexner Center for the Visual Arts, Ohio State University, Columbus; San Francisco * 1996 Museum of Modern Art; Institute of Contemporary Art, Philadelphia; and Kunstmuseum Wolfsburg (catalogue) - 1996 Serpentine Gallery, London - 1996 Arbeiten im Dunkeln, Kunsthaus Zürich - 1995 Venice Biennale, Swiss Pavillion, Venice (catalogue) - 1995 Galerie Monika Sprüth, Cologne | - 1994 Sonnabend Gallery, New York - 1993 Kunsthalle Zürich - 1993 Le Case d’Arte, Milan - 1993 Musée d’Art et d’Histoire, Geneva - 1992 Galerie Walcheturm, Zürich - 1992 Galleria Locus Solus, Genoa - 1992 Galerie Francesca Pia, Berne - 1992 Musée National d’Art Moderne, Centre Georges Pompidou, Paris (catalogue) - 1991 Kunstverein der Rheinlande und Westfalen, Düsseldorf - 1991 Wiener Secession, Vienna - 1991 Galerie Achenbach, Frankfurt - 1991 Galleria Bonomo, Rome - 1990 Galerie Ghislaine Hussenot, Paris - 1990 Instituto Valenciano de Arte Moderno (IVAM), Valencia - 1990 Kunstverein München, Munich - 1990 Galerie Marga Paz, Madrid - 1989 University of South Florida, Tampa - 1989 Sonnabend Gallery, New York - 1989 Galerie Monika Sprüth, Cologne - 1989 Le Case d’Arte, Milan - 1989 Galerie Susan Wyss, Zürich - 1989 Galerie Akhnaton, Cairo - 1988 Institute of Contemporary Arts, London - 1988 Third Eye Center, Glasgow, Scotland - 1988 Musée de Peinture et de Sculpture, Grenoble (catalogue) - 1988 Interim Art, London - 1988 Centre d’Art Contemporain, Geneva - 1988 Portikus, Frankfurt - 1987 Galerie Monika Sprüth, Cologne - 1987 List Visual Arts Center, Massachusetts Institute of Technology, Cambridge - 1987 The Renaissance Society, University of Chicago - 1987 Institute for Art and Urban Resources, PS 1, Long Island City, New York - 1987 Museum of Contemporary Art, Los Angeles - 1987 Dallas Museum of Art, Texas - 1987 Berkeley Art Museum, University of California, Berkeley - 1987 Le Case d’Art, Milan - 1986 Sonnabend Gallery, New York - 1986 The Corridor, Reykajvik, Iceland - 1985 Stiller Nachmittag, Galerie Monika Sprüth, Cologne - 1985 Kunsthalle Basel - 1985 Groninger Museum, Groningen, The Netherlands - 1985 Centre Culturel Suisse, Paris - 1985 Produzentengalerie, Hamburg - 1985 Kölnischer Kunstverein, Cologne - 1984 Galerie Crousel-Hussenot, Paris - 1983 Fieber, Galerie Monika Sprüth, Cologne - 1982 St. Galerie, St. Gallen, Switzerland - 1981 Plötzlich diese Übersicht, Galerie Stähli, Zürich |